# Polymorphus actuganensis
Polymorphus actuganensis är en hakmaskart som beskrevs av Petrochenko 1949. Polymorphus actuganensis ingår i släktet Polymorphus och familjen Polymorphidae. Inga underarter finns listade i Catalogue of Life.